# きらめき歌謡ライブ
『きらめき歌謡ライブ』（きらめきかようライブ）は、NHKラジオ第1放送で2005年3月30日から2019年3月20日まで放送された、「はつらつスタジオ505」から受け継ぐ形で始まった公開歌番組である。

## 概要
「ちょっとおしゃれで楽しく、ゴージャスな歌謡番組」をモットーにする。基本的には若手からベテランの演歌歌手が様々な曲の数々を熱唱する。
東京・渋谷のNHK放送センター505スタジオからの公開放送である。年数回程度、総集編などを放送するため公開放送を休止して131スタジオからの非公開放送の場合もある。
また、2012年度は随時「ライブハウス・R-1」が、2013年度から2015年度までは原則最終水曜に「ごきげん歌に乾杯!」が、
2016年度から2017年度までは「歌う!SHOW学校ディレクターズカット版」が、2018年度は奇数月に限り「ふるさと自慢うた自慢」が放送されるため、このときは本番組自体が休止となる。
2018年7月4日放送分で「500回」を達成した。
2018年春季改編に伴い放送時間を25分延長し、20:05 - 21:55に拡大される。また2013年度以後休止していた最終水曜日の放送が5年ぶりに再開され、毎週放送となる。
2019年春季改編に伴い、3月20日に放送終了。14年の歴史に幕を閉じた。最終回は、さよならライブと題して番組ゆかりの歌手が出演する「スペシャルライブ」で番組のフィナーレを飾った。

## スタッフ
- 構成：杉紀彦(第513回まで）→永尾敏幸(第514回から）
- 制作統括：荘加満、能登隆夫
- テーマ音楽：藤野浩一
- 演出：松浦禎久、原田悦志、小島伸夫、高橋良次
- 司会進行：
  - 初代：葛西聖司（2011年3月23日まで）
  - 2代目：徳田章（2011年3月30日放送分から）

2016年4月13日放送分は代理進行で山下信。
- 演奏：三原綱木とザ・きらめキックス
2011年3月2日放送分、2014年3月12日放送分は別のバンドが担当。
上記バンドのほかギター、マンドリン、ヴァイオリン、シンセサイザー、ラテン・パーカッション、コーラスが加わり、番組ホームページでは「総勢27名のフルバンド」と記される（2011年11月現在）。

## 放送時間
時間はJST。
- ラジオ第一・NHKワールド・ラジオ日本（生放送）：水曜 20:05 - 21:55
途中20:55 - 21:05頃に「NHKニュース[3]」による中断あり。2012年3月28日までは、20:30 - 20:33頃にも同じようにニュースがあったが、2012年4月4日以後は廃止された。

休止
- 一部地域では不定期でプロ野球中継を放送するために休止する場合があるが、夜間の放送のため、その地域でもプロ野球中継がおこなわれない他地域のラジオ第1放送[4]またはNHKワールド・ラジオ日本の周波数[5]に合わせるか、NHKネットラジオ らじる★らじる、もしくは民放ラジオポータルサイト「radiko（2017年10月以降）」を介していれば聴くことができる場合もある。
- 2005年（開始年）11月2日の放送では第3次小泉改造内閣発足に伴う「新閣僚に問う」の放送の関係で、2010年8月11日の放送では特集番組が組まれて関係で、2011年11月30日は21:05から「つぶや句575」（松山局）を放送するためそれぞれ放送時間が20:55までに短縮された。
- 2011年3月23日、30日、4月6日放送分は東日本大震災関連のニュースで東北地方のみ放送休止された。その他の地域とNHKワールド・ラジオ日本では20:10からの放送となった（ニュース枠拡大のため）。
- 2011年12月7日には特別編「“まぼろしの第263回”」が放送された。これは本来2011年3月16日に放送予定だった回が5日前（3月11日）の東日本大震災及び福島第一原発事故の発生に伴う非常報道体制により、災害報道以外の全ての番組の放送が中止された為、公開放送も幻に終わってしまったが、その回で使用する予定だった放送台本（進行部分）とその日出演する予定だったゲストの歌唱の収録音源（過去の放送分）を元に構成して放送された（バーチャル形式）。
- 2013年春季改編以降、山形県ではなまらナイトNEOを毎月第1週に放送するため休止。山形県でも近隣のラジオ第1の周波数またはNHKワールド・ラジオ日本の周波数に合わせるか、IPサイマルラジオサービス2者（らじる★らじる・radiko）を介していれば聞くことができる場合もある。
- 2018年10月31日はNHKプロ野球「日本シリーズ第4戦・ソフトバンク対広島」中継のため休止。